# الأرض الطيبة (مسلسل)
الأرض الطيبة (بالتركية: Tek Türkiye) هو مسلسل درامي تركي من نوع الإثارة والأكشن، من إخراج المخرج التركي ناجي شيلاك، وسيناريو علي كارا. عرض المسلسل على قناة تلفزيون سامانيولو بين عامي 2007 و2011، وانتهى بعد 4 مواسم.
تدور أحداث المسلسل في قرية ساغيرسو (Sağırsu, Siirt) الواقعة في سيرت، التي تخضع لسيطرة الإرهابيين. وقد تم تصويره في مدينة قونية، حيث استغرقت عملية تصنيع الأزياء شهرًا واحدًا، واستهلكت حوالي 15 ألف متر من القماش.
في عام 2008، كان المسلسل من بين الأكثر مشاهدة على قناة  تلفزيون سامانيولو، واحتل المركز الثاني في نسب المشاهدة بعد مسلسل وادي الذئاب. بينما احتلت نهاية الموسم المرتبة الأولى في التصنيفات.
وفي عام 2010، بدأ عرضه على قناة إم بي سي مدبلجًا إلى اللغة العربية تحت اسم "الأرض الطيبة".

## قصة المسلسل
يروي المسلسل الصراع المستمر بين المسلحين الأكراد والحكومة التركية من خلال قصة الطبيب طارق (الذي يلعب دوره أوزان تشوبان أوغلو)، والذي يعود إلى قريته بعد 25 عاما من الغياب. هناك، يقع في حب فتاة تنتمي لعائلة متمردة، ليجد نفسه في وسط صراع معقد بين الجنود الأتراك والمقاتلين الأكراد.
يركز المسلسل على معاناة الدكتور طارق، الذي منحته والدته لعائلة ضابط عسكري في صغره لتجنبه أن يكون ضحية لصراع ثأري بين عائلته وعائلة أخرى. كما يعرض قصة الفتاة التي يحبها، والتي تنتمي لعائلة ثائرة، مما يضيف مزيدا من التعقيد على حياتهما. 
يتناول المسلسل الصراع بين القوات التركية والمقاتلين الأكراد، بالإضافة إلى تصوير المعاناة اليومية التي يعيشها أهالي المنطقة.
يحمل المسلسل رسالة أساسية مفادها أن التطور والسلام في تلك المناطق لن يتحققا إلا من خلال التعليم والتقدم، أن العنف ليس الحل للمشاكل، و أن تلك الأراضي الكردية هي جزء من الدولة التركية. (حزب العمال الكردستاني يقاتل ضد الحكومة التركية لفصل الأراضي الكردية عن تركيا)
يظهر طارق كشخصية نضالية تكافح من أجل أهالي منطقته، مستمدا قوته من حبه لوطنه وشعبه، ليصبح مع مرور الوقت بطلاً أسطوريا في أعين السكان الذين ساعدهم.
في الموسم الثاني، تتصاعد الأحداث مع محاولة سناء إنقاذ نيرمين من التنظيم الإرهابي. تتورط سناء في مؤامرة، مما يؤدي إلى وصول تابوت إلى منزلها، مما يسبب صدمة وحزنا في القرية. في الوقت نفسه، يتضح أن المختار كان خائنًا، متعاونًا مع التنظيمات الإرهابية. تسعى هذه التنظيمات إلى تجنيد المزيد من العناصر وإحراق القرى المجاورة.
أما طارق، الذي اكتشف أن رابعة ليست والدته الحقيقية، كان يضغط على سناء لتخبره بالحقيقة، لكنها ترفض خوفًا من حميد. من ناحية أخرى، تقرر ديالا زيارة أخيها بعد وفاة جدها. عندما تصل معلومات إلى المنظمة الإرهابية عن علاقة ايمن ونرمين، تأمر يلماز بقتلها. تبدأ أحداث الموسم الثالث بتغير شخصية زيدان من قائد في التنظيم إلى بطل شعبي، ليصبح سيامند.

## الممثلون
- أوزان تشوبان أوغلو
- سليمان كراداغ
- إيزجي سيرتل
- أوزليم أكنوزو
- صبري أوزمنير
- موجغان كورال ترك